# Шпіцнагель Фердинанд Фердинандович
Фердинанд Фердинандович Шпіцнагель (1757/60 — 1826) — російський медик і педагог німецького походження, доктор медицини і хірургії, заслужений професор і декан медичного факультету Віленського університету; статський радник.

## Біографія
Фердинанд Шпіцнагель народився в Саксонії. Освіту здобув у Віденському університеті, де захистив ступінь доктора медицини, потім був призначений окружним лікарем в місті Відні.

### Наукова діяльність
У 1792 році Фердинанд Фердинандович Шпіцнагель отримав пропозицію працювати на кафедрі природничих наук Головної Віленської школи Великого князівства Литовського. Одночасно із науковою діяльністю, він також керував ботанічним садом; у 1799 році передав свої повноваження Станіславу Боніфацію Юндзіллу.
У 1800 році Ф. Шпіцнагель був переведений на кафедру терапії, а в 1803 році, після утворення на базі Головної Віленської школи Віленського університету, був призначений професором медицини і токсикології, в 1807 році обраний деканом факультету даного навчального закладу, й цю посаду займав впродовж майже десяти років. Також Фердинанд Шпіцнагель читав лекції латинською і польською мовами, володів основними європейськими мовами, а також вивчив турецьку мову. Крім того, Ф. Ф. Шпіцнагель завідував університетським госпіталем.
Найвідоміша його наукова праця: «De rerum medicarum contradictionibus apparentibus».

### Останні роки життя
З 1807 по 1817 рік Фердинанд Шпіцнагель неодноразово обирався головою комітету вчених спостережень, і в 1826 році був звільнений з посади у зв'язку з хворобою.
Ф. Ф. Шпіцнагель помер у 1826 році у Вільно.